# Podbořany
Podbořany é uma cidade checa localizada na região de Ústí nad Labem, distrito de Louny.